# Dani Samuels
Dani Samuels (ur. 26 maja 1988 w Fairfield) – australijska lekkoatletka, specjalizująca się w rzucie dyskiem i pchnięciu kulą, mistrzyni świata.
Największym sukcesem zawodniczki jest złoty medal mistrzostw świata w Berlinie w rzucie dyskiem. Niespodziewaną zwyciężczynią została 21 sierpnia 2009, posyłając dysk na odległość 65,44 m.

## Osiągnięcia
- 2 medale Mistrzostw Świata Juniorów Młodszych w Lekkoatletyce (Marrakesz 2005, złoto w rzucie dyskiem oraz brąz w pchnięciu kulą)
- brąz Igrzysk Wspólnoty Narodów (rzut dyskiem, Melbourne 2006)
- złoto podczas Mistrzostw Świata Juniorów (rzut dyskiem, Pekin 2006)
- srebrny medal Uniwersjady (rzut dyskiem, Bangkok 2007)
- 9. miejsce na igrzyskach olimpijskich (rzut dyskiem, Pekin 2008)
- złoty medal Uniwersjady (rzut dyskiem, Belgrad 2009)
- złoto mistrzostw świata (rzut dyskiem, Berlin 2009)
- 4. miejsce w pucharze interkontynentalnym (Split 2010)
- 11. miejsce na igrzyskach olimpijskich (rzut dyskiem, Londyn 2012)
- złoto igrzysk Wspólnoty Narodów (rzut dyskiem, Glasgow 2014)
- 2. miejsce w pucharze interkontynentalnym (Marrakesz 2014)
- 6. miejsce podczas mistrzostw świata (rzut dyskiem, Pekin 2015)
- 4. miejsce na igrzyskach olimpijskich (rzut dyskiem, Rio de Janeiro 2016)
- srebrny medal mistrzostw świata (rzut dyskiem, Londyn 2017)

## Rekordy życiowe
- rzut dyskiem – 69,64 (2017) rekord Australii i Oceanii
- pchnięcie kulą – 17,05 (2014)